# Ozero Medvedno
Ozero Medvedno (ryska: Озеро Медведно) är en sjö i Belarus.   Den ligger i voblasten Vitsebsks voblast, i den norra delen av landet, 210 km norr om huvudstaden Minsk. Ozero Medvedno ligger 131 meter över havet. Arean är 0,16 kvadratkilometer. Den sträcker sig 0,8 kilometer i nord-sydlig riktning, och 0,6 kilometer i öst-västlig riktning.
I omgivningarna runt Ozero Medvedno växer i huvudsak blandskog. Runt Ozero Medvedno är det glesbefolkat, med 16 invånare per kvadratkilometer.